# Енні Коттон
Енні Коттон (фр. Annie Cotton; нар. 13 липня 1975, Лаваль, Квебек) — співачка і актриса франкоканадского походження.

## Біографія
У 1991 рокі Енні Коттон дебютувала на зйомках канадського підліткового телесеріалу «Watatatow», в якому грала роль Вероніки Кулі (фр. Véronique Charest). У 1993 році Коттон представляла Швейцарію на музичному конкурсі Євробачення-1993, виконуючи пісню французькою «Moi, tout simplement». З 148 балами Коттон зайняла 3-е місце і стала другою канадською громадянкою після Селін Діон, яка виступила на Євробаченні. У 2007 році вона знялася в мильній опері «Virginie».